# Rosenberg (Ostalb)
Rosenberg è un comune tedesco di 2 690 abitanti situato nel land del Baden-Württemberg.